# 프랑스령 인도양 군도
프랑스령 인도양 군도(프랑스어: Îles Éparses / Îles Éparses de l'océan Indien, 에파르스 군도)는 인도양의 모잠비크 해협 도처에 분산되어 있는 산호섬, 환초, 암초 네다섯 곳을 아우르는 섬을 말한다. 이들 군도는 프랑스가 실효지배 중이며, 프랑스령 남방 및 남극 지역이라는 행정 구역의 다섯번째 권역으로 속해 있으나, 코모로, 마다가스카르, 모리셔스 등의 동아프리카 섬나라들이 이들 섬의 일부 내지는 전체의 영유권을 주장하고 있다. 프랑스령 인도양 군도는 전 섬이 사람이 살지 않는 무인도이며, 일부 섬에는 프랑스군 병력이 소규모 주둔중이나, 그 어떤 섬도 사람이 정착한 적은 없다.
네다섯 개의 섬 가운데 산호섬인 외로파섬과 쥐앙드노바섬, 환초군인 바사스다앵디아는 마다가스카르 서쪽 모잠비크 해협에 위치해 있으며, 트로믈랭섬은 마다가스카르 동쪽 400km 지점에, 글로리오소 제도는 마다가스카르 북서쪽 200km 떨어진 지점에 자리해 있다. 이밖에도 방뒤제이제르라는 암초군이 있는데, 대부분의 암초가 수면 아래로 잠겨 있어 섬에 해당되지는 않지만 보통 글로리오소 제도의 일부로 취급된다. 프랑스와 코모로가 영유권을 주장하고 있다.
프랑스령 인도양 군도는 프랑스 자연보호 구역으로 지정되어 있다. 바사스다앵디아를 제외한 글로리오소 제도, 후안데노바섬, 외로파섬에는 무인 기상관측소가 설치되어 있다. 트로믈랭섬의 기상관측소는 마다가스카르, 모리셔스, 레위니옹 지역의 사이클론 경보를 대비하기 위한 기상정보를 제공하고 있다. 또한 방뒤제이제르와 바사스다앵디아를 제외한 모든 섬에는 길이 1,000m 이상의 활주로가 설치되어 있다.

## 섬 목록
다음은 프랑스령 인도양 군도의 대표적인 섬, 환초 다섯 곳을 간추린 표이다.
| 섬 / 환초                      | 상주 인력 | 면적 (km2) | 석호 (km2) | EEZ (km2) | 좌표                                                   | 위치               |
| ------------------------------ | --------- | ---------- | ---------- | --------- | ------------------------------------------------------ | ------------------ |
| 글로리오소 제도 (방뒤제이제르) | 11        | 5          | 29.6       | 48,350    | 남위 11° 33′ 동경 47° 20′  / 남위 11.550° 동경 47.333° | 모잠비크 해협 북부 |
| 트로믈랭섬                     | 19        | 0.8        | –          | 280,000   | 남위 15° 53′ 동경 54° 31′  / 남위 15.883° 동경 54.517° | 인도양 서부        |
| 쥐앙드노바섬                   | 14        | 4.4        | (1)        | 61,050    | 남위 17° 03′ 동경 42° 45′  / 남위 17.050° 동경 42.750° | 모잠비크 해협 중부 |
| 바사스다앵디아                 | –         | 0.2        | 79.8       | 123,700   | 남위 21° 27′ 동경 39° 45′  / 남위 21.450° 동경 39.750° | 모잠비크 해협 남부 |
| 외로파섬                       | 12        | 28         | 9          | 127,300   | 남위 22° 20′ 동경 40° 22′  / 남위 22.333° 동경 40.367° | 모잠비크 해협 남부 |
| 합계                           | 56        | 38.4       | 118.4      | 640,400   |                                                        |                    |

## 행정
1960년 마다가스카르 독립 이래 레위니옹의 행정청 (préfecture)이 행정을 맡고 있었으나, 2005년 1월 3일부로 레위니옹에 본청을 둔 '프랑스령 남방 및 남극 지역' 당국이 이들 군도의 행정을 맡고 있다. 모잠비크 해협의 각 섬에는 프랑스군 병력이 소수 주둔해 있다. 이들은 레위니옹에 주둔중인 프랑스 해군 함정의 지원을 받으며 매년 4회 정도 순찰 임무와 보급작전을 수행하고 있다.
프랑스령 인도양 군도의 각 섬을 중심으로 200해리의 배타적 경제 수역 (EEZ)가 설정되어 있다. 여기에 마요트와 레위니옹의 EEZ 면적을 합치면 인도양 서부 내에서 프랑스에게 돌아가는 EEZ 수역은 총 100만 km²에 달한다. 상술한 마다가스카르 등 이웃 섬나라와의 EEZ 수역과 상당 부분 겹치고 있다.

## 영유권 분쟁
모리셔스, 마다가스카르, 코모로가 프랑스령 인도양 군도의 영유권을 주장하고 있다. 마다가스카르는 군도 전체의 영유권을, 코모로는 글로리오소 제도의 영유권을, 모리셔스가 트로믈랭섬의 영유권을 주장하고 있다.
모리셔스는 1722년 프랑스가 트로믈랭섬을 발견한 이래 1814년 파리 조약으로 양도되지 않았다며 영유권 확보의 근거로 삼고 있다. 마다가스카르는 글로리오소 제도 (방뒤제이제르 포함)의 영유권을 주장하는데, 마다가스카르가 프랑스의 프랑스령 마다가스카르였을 시절에는 이들 섬이 속해있지 않고 마요트 식민지 속령의 일부였다가 1946년 마다가스카르와는 또 별개의 식민지인 프랑스령 코모로에 속했다. 이러한 역사에 따라 코모로 역시 글로리오소 제도를 자신들이 영유권을 주장하는 마요트의 일부로 본다.
여기에 1972년 마다가스카르는 바사스다앵디아, 외로파섬, 쥐앙드노바섬의 영유권을 주장하기 시작하였으며, 1979년 유엔에서 이 섬들을 마다가스카르에 양도할 것을 촉구하는 결의안이 통과되었으나 구속력은 없어 현재까지도 프랑스의 소속으로 남아 있다. 한편 세이셸도 과거 프랑스령 인도양 군도의 일부 섬에 대해 영유권을 주장한 바 있으나 프랑스-세이셸 해양 국경 협정 체결로 주장을 거둬들였다.
2025년 4월, 프랑스와 마다가스카르는 분쟁에 대한 평화적 해결책을 찾기 위해 2025년 6월에 회동할 것이라고 발표했습니다.
2025년 6월 20일, 마다가스카르 외무장관 라사타 라파라바비타피카는 마다가스카르의 분산도 영유권 주장을 다루는 과학위원회 회의를 주재했습니다. 이 회의의 목적은 프랑스와의 논의를 진전시키는 동시에 분산도에 대한 마다가스카르의 주권을 보존하기 위한 논거를 마련하는 것이었습니다.

## 같이 보기
- 프랑스의 행정 구역
- 프랑스령 남방 및 남극 지역
- 영토 분쟁
- 해외 프랑스